# Teodor Romża
Teodor Romża (ukr. Теодор Ромжа, ur. 14 kwietnia 1911 w Boczkowie Wielkim, zm. 1 listopada 1947 w Mukaczewie) – biskup Rusińskiej Cerkwi Greckokatolickiej, ordynariusz eparchii mukaczewskiej, zamordowany na polecenie NKWD w ramach akcji likwidowania katolicyzmu obrządku bizantyjskiego na Zakarpaciu. Błogosławiony Kościoła katolickiego.

## Życiorys

### Młodość
Teodor Romża urodził się w ubogiej rodzinie robotników kolejowych na terenie Zakarpacia. Był trzecim dzieckiem Pawła Romży i Marii z domu Semak. Ukończył z wyróżnieniem szkołę średnią w Chuście, następnie dzięki stypendium za wybitne zdolności rozpoczął studia w seminarium duchownym w Użhorodzie. Wobec jego szybkich postępów w nauce, biskup Ołeksandr Stoika (Aleksander Stojka) skierował go na studia do rzymskiego kolegium Germanicum, a następnie Russicum. 25 grudnia 1936 roku Romża otrzymał święcenia kapłańskie. Na własną prośbę wrócił na Zakarpacie i objął parafię w Berezowie. W 1939 roku został zatrudniony jako wykładowca filozofii w seminarium w Użhorodzie. 24 września 1944 roku został biskupem eparchii mukaczewskiej.

### Stosunek do rządu stalinowskiego
29 czerwca 1945 obszar jego eparchii został anektowany do Ukraińskiej Socjalistycznej Republiki Radzieckiej. W obliczu nowej sytuacji politycznej Romża zaapelował do wiernych greckokatolickich o spokój, co sprawiło, że przedstawiciele władz stalinowskich zaprosili go na obchody rocznicy rewolucji październikowej. Romża zjawił się, jednak wygłosił przemówienie neutralne światopoglądowo, wyrażające jedynie radość z powodu zakończenia wojny i zaapelował o udział społeczeństwa w odbudowie zniszczeń. Wystąpienie Romży zostało wydrukowane w sfałszowanej postaci; biskup z trudnościami zdołał przekazać do Watykanu informację o prawdziwej treści mowy. Stanowczo odmówił również złożenia podpisu pod apelem o przyłączenie Zakarpacia do ZSRR.
Kiedy do tego doszło, nowy rząd natychmiast zażądał od biskupa formalnego zerwania unii z Kościołem katolickim i przyłączenia się do Rosyjskiej Cerkwi Prawosławnej. Romża stanowczo odmówił takich działań, co sprowokowało natychmiastową falę represji przeciwko grekokatolikom. Sam biskup oskarżany był o faszyzm i czynnie zwalczanie władzy. Chcąc podtrzymać ducha wiernych i kleru, biskup odbywał bryczką wiele podróży duszpasterskich. Obawiając się o własne życie, potajemnie wyświęcił na biskupów pomocniczych księży Stefana Bendasa i Ołeksandra Chirę.

### Śmierć
Wracając z podróży, w towarzystwie księży: Daniela Baczyńskiego, Andrzeja Bereznajła oraz Michała Buchiry i Michała Masleja, został napadnięty przez NKWD. Wóz, na którym znajdowali się duchowni, został staranowany przez ciężarówkę w pobliżu wioski Iwaniwci. Baczyński i Romża spadli z wozu, wówczas napastnicy zaatakowali ich metalowymi prętami, kolbami karabinów i kijami. Na miejscu zdarzenia zaczęli pojawiać się jednak przypadkowi mieszkańcy wsi, którzy zmusili NKWD do odjazdu i porzucenia ciężko rannych księży. Romża odniósł rany głowy i nóg, został przewieziony do szpitala w Mukaczowie, gdzie przeszedł operację.
Stan rannego był ciężki, ale dość stabilny; tego samego dnia jednak w miejsce zatrudnionych w szpitalu sióstr zakonnych pojawiły się w nim nieznane nikomu pielęgniarki. Według wspomnień jednej z zakonnic, s. Teofili Manaiło, 31 października siostrom, do tej pory czuwającym bez przerwy przy łóżku biskupa, nakazano udać się na spoczynek. Tej samej nocy Romża zmarł. Jako oficjalną przyczynę śmierci podano obrażenia czaszki i mózgu wynikłe ze zderzenia jego bryczki z ciężarówką UPA. 
Otwarcie archiwów radzieckich służb specjalnych pozwoliło jednak na ustalenie, że Romża został zamordowany - biskup został zabity zastrzykiem z kurary według planu opracowanego przez Pawła Sudopłatowa i zatwierdzonego przez Nikitę Chruszczowa, ówcześnie I sekretarza WKP(b) w Kijowie. Zamachu został przygotowany przez Grigorija Majranowskiego.
Pogrzeb biskupa odbył się 4 listopada w Użhorodzie. Obecnie seminarium greckokatolickie w tym mieście nosi jego imię.

## Beatyfikacja
Beatyfikowany przez papieża Jana Pawła II 27 czerwca 2001 na hipodromie we Lwowie podczas Liturgii, połączonej z beatyfikacjami 27 nowomęczenników greckokatolickich, odprawionej w obrządku bizantyjsko-ukraińskim, podczas pielgrzymki Jana Pawła II na Ukrainę.